# Amphioctopus ovulum
Amphioctopus ovulum is een inktvissensoort uit de familie van de Octopodidae. De wetenschappelijke naam van de soort is voor het eerst geldig gepubliceerd in 1917 door Sasaki.